# 9月6日 (旧暦)
旧暦9月6日（きゅうれきくがつむいか）は旧暦9月の6日目である。六曜は友引である。

## できごと
- 宝亀元年（ユリウス暦770年9月29日） - 大隅国へ配流されていた和気清麻呂が、称徳天皇崩御・道鏡失脚に伴い都に召還
- 文化元年（グレゴリオ暦1804年10月9日） - ロシア皇帝アレクサンドル1世の遣日使節レザノフが長崎に来航し通商を要求

## 誕生日
- 寛政3年（グレゴリオ暦1791年10月3日） - 松平斉恒、第8代松江藩主（+ 1822年）

## 忌日
- 建仁3年（ユリウス暦1203年10月12日） - 仁田忠常、武将（* 1168年）
- 永正15年（ユリウス暦1518年10月10日） - 尼子政久、武将（* 1488年(1494年説あり)）
- 寛永元年（グレゴリオ暦1624年10月17日） - 高台院（北政所、おね、寧々）、豊臣秀吉の正室（* 1548年）
- 宝永2年（グレゴリオ暦1705年10月23日） - 松平吉透、松江藩主（* 1668年）
- 安政5年（グレゴリオ暦1858年10月12日） - 歌川広重、浮世絵師（* 1797年）